# توک (آلاسکا)
توک (به انگلیسی: Tok) شهری در ناحیه سرشماری ساوت‌ایست فیربنکس ایالت آلاسکا است که جمعیت آن در سرشماری سال ۲۰۰۰ میلادی ۱۳۹۳ نفر بوده‌است.